# Federführungsstange

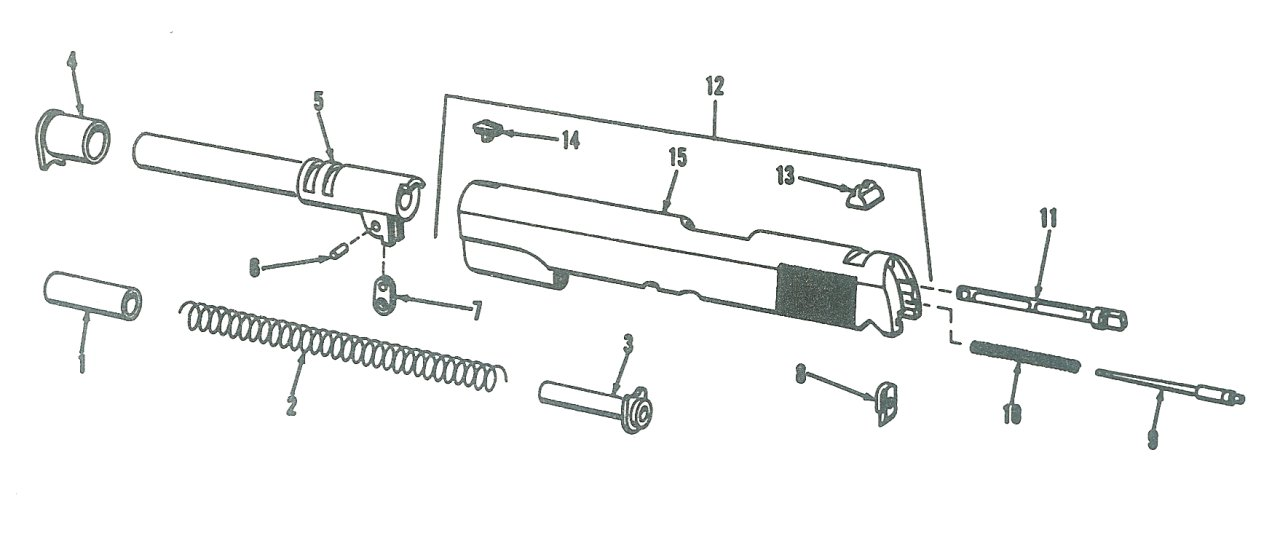
3 – Die Federführung am Beispiel der Colt Government M1911A1

Die Federführung ist Bestandteil der Verschlusssysteme von Pistolen. Die Federführungsstange ist eine präzisionsverbessernde Weiterentwicklung der Federführung.
Die Federführung selbst dient der Positionsfixierung oberhalb oder unterhalb des Laufes (konstruktionsbedingt). Die Federführungsstange verhindert darüber hinaus die unkontrollierte axiale Verformung der Verschlussfeder in der Kompressionsphase und somit gegebenenfalls auftretenden Druck gegen den Lauf bei Systemen mit abkippenden Läufen, z. B. Browning-System, was zu einer verbesserten Präzision durch Wiederholbarkeit der Schussvoraussetzungen innerhalb des Verschlusssystems der Waffe führt.
Kompakt aufgebaute Verschlusssysteme von Pistolen verzichten ganz auf Federführungen, indem sie den Lauf durch die Verschlussfeder führen, z. B. Walther PP und PPK.